# Rafael Albrecht
José Rafael Albrecht (San Miguel de Tucumán, 1941. augusztus 23. – 2021. május 3.) válogatott argentin labdarúgó.
Az argentin válogatott tagjaként részt vett az 1962-es és az 1966-os világbajnokságon, illetve az 1963-as és az 1967-es dél-amerikai bajnokságon.
2021. május 3-án hunyt el koronavírus-fertőzés következtében. 

## Sikerei, díjai
San Lorenzo
- Argentin bajnok (1): 1968 Metropolitano

León
- Mexikói kupa (2): 1970–71, 1971–72
- Mexikói szuperkupa (2): 1971, 1972

Argentína
- Dél-amerikai ezüstérmes (1): 1967